# Сормовская лирическая
«Со́рмовская лири́ческая» — популярная песня композитора Бориса Мокроусова на стихи поэта Евгения Долматовского. Также встречаются названия «На Волге широкой» и «Под городом Горьким».

## История
На Волге широкой, на Стрелке далёкой

Гудками кого-то зовёт пароход.

Под городом Горьким, где ясные зорьки,

В рабочем посёлке подруга живёт.

В рубашке нарядной к своей ненаглядной

Пришёл объясниться хороший дружок.

Вчера говорила — навек полюбила,

А нынче не вышла в назначенный срок.

Свиданье забыто, над книгой раскрытой

Склонилась подруга в окне золотом.

До утренней смены, до первой сирены

Шуршат осторожно шаги под окном.

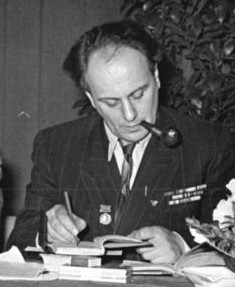
Евгений Долматовский

В 1949 году в Горьком отмечался столетний юбилей Сормовского завода, который в 1922 году был переименован в «Красное Сормово». В ходе подготовки к этому событию был объявлен конкурс на лучшее музыкальное произведение, посвящённое юбилею завода. Для этого в Горький были приглашены композиторы и поэты — среди произведений, над которыми они работали, были кантаты, оратории и торжественная увертюра.
Одним из первых на приглашение откликнулся композитор Борис Мокроусов, который сам был нижегородцем по рождению. Его напарником стал поэт Евгений Долматовский, вспоминавший впоследствии, что сначала они решили написать марш. Они жили в заводской гостинице, посещали общежития и производственные цеха, но с написанием марша дела у них не продвигались. По словам Долматовского, в один из дней в дверь постучали «две девушки в чёрно-синей форме ремесленного училища». Девушки попросили композитора и поэта написать не марш, а обычную песню к юбилейному концерту, которую они намеревались исполнить дуэтом. Откликнувшись на их просьбу, Долматовский написал стихи, и получилось так, что ритмически они подошли к одной из мелодий Мокроусова, изначально предназначавшейся для спектакля «Макар Дубрава», поставленного в 1948 году в Театре имени Вахтангова по пьесе Александра Корнейчука. После того, как Мокроусов и Долматовский несколько раз спели песню на уже готовый мотив, им «показалось, что именно эти слова с этой музыкой составляют единое целое», и они остановились на этом варианте.
Существует и другая версия, описанная в биографии Бориса Мокроусова. Согласно этой версии, просьба о написании песни исходила от тогдашнего директора завода Ефима Рубинчика, который сказал Мокроусову: «Конечно, всё это хорошо. Но пройдет юбилей, и отшумит оратория… Так, для себя, для души петь ораторию не станешь… А нам бы такое, что и после юбилея хотелось петь…» После этого Мокроусов сочинил мелодию, а потом попросил Евгения Долматовского написать для неё слова. Впоследствии Мокроусов рассказывал: «В отличие от многих композиторов, я вначале создаю музыку, а затем поэт пишет по моей просьбе стихи на заданную тему. Кое-кто считает такой метод „порочным“, но это вопрос спорный. В свою защиту могу сказать, что самые популярные мои песни, в том числе и „Сормовская лирическая“ со стихами Евгения Долматовского, написаны именно таким образом».
Тем временем подготовка к празднованию столетия Сормовского завода продолжалась. К юбилейному вечеру готовилась литературно-музыкальная композиция под названием «Доро́гой побед», постановщиком которой был Николай Покровский. «Сормовскую лирическую» было поручено исполнить солистам заводского хора Маргарите Рыбиной и Геннадию Бакову, которые и стали первыми исполнителями этой песни. По воспоминаниям Рыбиной, песня должна была прозвучать в финале композиции, и им «строго-настрого запретили разглашать, что готовится». С Долматовским и Мокроусовым Рыбина знакома не была и, по её словам, не имела никакого отношения к рассказанной поэтом истории о двух девушках — «может, приходили к нему девочки из ремесленного училища, но это была не я».
Песня быстро приобрела популярность и с начала 1950-х годов часто исполнялась по радио. Впоследствии мелодию «Сормовской лирической» использовали в качестве позывных горьковского радио — песня стала музыкальной визитной карточкой Горького (Нижнего Новгорода), её даже рассматривали в качестве неофициального гимна города. Жители других городов часто переиначивали слова этой песни — по словам Долматовского, из всех его песен «Сормовская лирическая» была чемпионом по количеству таких переделок, в основном из-за несогласия со словами из четвёртого куплета: «Но девушки краше, чем в Сормове нашем, / Ему никогда и нигде не найти». Таким образом, основной смысл изменений, вносимых в слова песни, сводился к следующему: «Но мы не согласны, что девушек краше, / Чем в Сормове вашем, нигде не найдём» (омский вариант) или «Но город наш краше, чем Сормово ваше, / В нём девушек больше хороших живёт» (гомельский вариант).

## Отзывы
В очерке о творчестве Бориса Мокроусова музыковед Ноэми Михайловская относила «Сормовскую лирическую» к категории городских рабочих песен композитора, характерной чертой которых является то, что они «наполнены мечтательным настроением и ведут нас в мир лирических переживаний героя». Сравнивая с другой лирической песней Мокроусова, известной под названием «Осенние листья», Михайловская отмечала, что в «Сормовской» нет такой «утончённой поэтичности и безысходной печали», её музыка более «заземлена», «во все элементы музыкальной речи, и прежде всего в ритмо-интонационный строй мелодии, проникают новые для жанра черты», среди которых «распевность, идущая от народной песни, и одновременно как бы утверждающая себя активность — выражение скрытой напористости характера». По словам Михайловской, в фортепианном сопровождении «Сормовской» «слышатся обороты и ритмы гармошечных переборов».

## Исполнители
За свою историю, начиная с первого исполнения Маргариты Рыбиной и Геннадия Бакова, песня «Сормовская лирическая» входила в репертуар многих известных певцов и певиц, таких как Иван Шмелёв и Пётр Киричек, Владимир Нечаев, Леонид Кострица, Георг Отс, Нина Пантелеева, Юрий Богатиков, Лев Полосин и Борис Кузнецов, Эдуард Хиль, Валерий Сёмин, Олег Погудин, Ирина Крутова, арт-группа «Хор Турецкого» и другие. Существует запись в исполнении композитора с Иваном Шмелёвым.
Георг Отс также исполнял эту песню на эстонском и финском языках. На эстонском песня получила название «Sormovo lüüriline», перевод Айно Отто практически полностью идентичен русскому оригиналу. Финский вариант, известный под названием «Ilta Volgalla» (с фин. — «Вечер на Волге»), создан Паули Салоненом и по сюжету представляет собой грустное продолжение «оригинальной» истории несколько лет спустя. В Финляндии песня получила довольно большую известность, её впоследствии исполняли (на тот же самый текст Салонена, что и Отс) многие финские певцы: Яакко Рюхянен, Эркки Леппянен и другие.